# فرانك هارتمان
فرانك هارتمان (بالألمانية: Frank Hartmann)‏ (27 سبتمبر 1960 بكوبلنتس في ألمانيا - ) هو مدرب كرة قدم ولاعب كرة قدم ألماني في مركز الوسط. لعب مع شالكه 04 وفاتنشايد 09 ونادي كايزرسلاوترن ونادي كولن.

## وصلات خارجية
- فرانك هارتمان على موقع قاعدة بيانات كرة القدم.إي يو (الإنجليزية)
- فرانك هارتمان على موقع بيانات كرة القدم. دي إي (الألمانية)